# Anonima Sound
L'Anonima Sound è stato un gruppo musicale italiano degli anni sessanta, inizialmente di genere beat italiano ed evolutosi in seguito verso il rock progressivo, dopo una breve parentesi di pop melodico di matrice beat.

## Storia

### 1966-1968: il beat italiano
La Anonima Sound viene fondata nel 1966 ad Urbino, ed è composta da Ivan Graziani, Velio Gualazzi, Walter Monacchi, allora compagni di studi. Nell'aprile 1967 parteciparono con successo al festival di Bellaria. Fu in seguito a questa occasione che la CBS propose loro un contratto discografico. Nel 1968 incidono il loro primo disco, un 45 giri intitolato Fuori piove (CBS, 1967) che vedeva Parla tu sul lato B; proprio con quest'ultima canzone partecipano al Cantagiro 1968, vincendo la tappa di Teramo (città natale di Ivan Graziani) ma classificandosi alla fine all'ultimo posto.
L'anno successivo parteciparono di nuovo al Cantagiro 1969 con il brano Josephine che riuscì a posizionarsi un po' meglio, e sempre con la stessa canzone parteciparono alla quarta edizione del Festival di Rieti; in questo periodo collaborava con il gruppo, pur non facendone parte formalmente, Roberto Carlotto come tastierista. Di fatto però, Josephine concluse l'epoca in cui la Anonima Sound adottava sonorità smaccatamente beat di matrice italica.

### 1970-1972: il progressive rock
Nel 1970 intanto, molti dei gruppi di musica beat italiana si erano spostati verso strutture più complesse e sofisticate: Da una parte sonorità sempre più psichedeliche e fatte di strutture complesse porteranno all'affermarsi del rock progressivo, mentre dall'altra, con l'affermarsi del cantautorato beat-pop di Lucio Battisti si affermò un nuovo genere melodico. Fu in questo periodo che gli Anonima Sound firmarono per la Numero Uno, l'etichetta di Mogol e Battisti, con cui la band rilascerà il terzo 7" dal titolo Ombre vive. Le sonorità divengono qua più articolate, ma sovrastate da una voce fortemente melodiche. In seguito a questo 7" che Ivan Graziani, dovendo partire per il servizio militare, lasciò il gruppo, dedicandosi negli anni seguenti alla carriera di cantante rock.
In seguito all'abbandono di Graziani, la band cambiò il nome in Anonima Sound LTD e si aggiunsero al gruppo Massimo Meloni chitarre e Piero Cecchini al basso. Nel 1971 pubblicarono con la Arcobaleno Record il 7" Io prendo amore/Cerchi. L'anno dopo, con una formazione composta da Richard Ingersoll voce e flauti, Lamberto Clementi Chitarra, Peter Dobson chitarra, Claudine Reiner voce, produssero il loro LP intitolato Red tape Machine (Arcobaleno Record, 1972), che vedeva anche lo stesso Graziani ospitato come bassista su due brani. Il disco era fortemente influenzato dalle sonorità del rock progressivo più di stampo Jethro Tull, e vedeva un ampio utilizzo del flauto di Richard Ingersoll.
Velio è il padre del pianista e cantautore Raphael Gualazzi.

## Formazione
Dal 1964 al 1970 come Anonima Sound
- Ivan Graziani (chitarra, voce)
- Walter Monacchi (basso)
- Velio Gualazzi (batteria)

1971 come Anonima Sound Ltd.
- Massimo Meloni (chitarra, voce)
- Walter Monacchi (basso)
- Velio Gualazzi (batteria)

1972 come Anonima Sound Ltd.
- Lorenzo Piattoni (tastiera)
- Richard Ingersoll (voce, flauto)
- Massimo Meloni (chitarra, voce)
- Lamberto Clementi (chitarra)
- Piero Cecchini (basso, voce)
- Ivan Graziani (basso)
- Velio Gualazzi (batteria)

Collaboratori
- Claudine Reiner (percussioni, voce)
- Peter Dobson (chitarra)

## Discografia
Album in studio
- 1972 - Red Tape Machine (1972, LP Arcobaleno, CD, Mellow 1993, CD e LP, Akarma 1999)

Singoli
- 1967 - Fuori piove/Parla tu (CBS)
- 1967 - L'amore mio, l'amore tuo/I tetti, (CBS)
- 1969 - Josephine/Mille ragioni, (CBS)
- 1969 - Ombre vive/Girotondo impossibile, (Numero Uno)
- 1971 - Io prendo amore/Cerchi, (Arcobaleno)

Partecipazioni
- Quelli della Numero Uno, Numero Uno 1999 (con i brani Girotondo impossibile e Ombre vive.)